# Santa Olaja de Porma
Santa Olaja de Porma es una localidad española, perteneciente al municipio de Valdefresno, en la provincia de León y la comarca de La Sobarriba, en la Comunidad Autónoma de Castilla y León.
Situado en el margen derecho del Río Porma.
Los terrenos de Santa Olaja de Porma limitan con los de Secos del Condado al norte, Castrillo del Condado al noreste, Villimer al sur, Santibáñez de Porma al suroeste, Navafría al oeste y Solanilla al noroeste.
Perteneció a la antigua Hermandad de La Sobarriba.